# Vriesea haberi
Vriesea haberi är en gräsväxtart som beskrevs av J.F.Morales. Vriesea haberi ingår i släktet Vriesea och familjen Bromeliaceae. Inga underarter finns listade i Catalogue of Life.